# Hubert Rodney Withers
Hubert Rodney Withers (Queensland, 21 de setembro de 1932 – 25 de fevereiro de 2015) foi um radiobiologista e médico australiano.
Contribuiu em diversos campos da radiobiologia e radioterapia clínica, sendo mais conhecido pelo seu trabalho sobre recuperação óssea pós-radiação e efeitos de radiação ionizante sobre óssos normais.
Graduado em medicina pela Universidade de Queensland, com PhD e DSc pela Universidade de Londres. Trabalhou no Laboratório Gray na Inglaterra, no National Cancer Institute, no University of Texas MD Anderson Cancer Center, no Prince of Wales Hospital em Sydney, e na Universidade da Califórnia em Los Angeles (UCLA), onde foi professor catedrático no Departamento de Radiação Oncológica.

## Prêmios e honrarias
Withers recebeu diversos prêmios e honrarias por suas pesquisas, incluindo:
- Prêmio Enrico Fermi 1996[3]
- Prêmio Kettering 1998
- Oficial da Ordem da Austrália[4]
- Medalha Gray[5]